# Cisco (vin)
Pour les articles homonymes, voir Cisco.
 (octobre 2017).
Si vous disposez d'ouvrages ou d'articles de référence ou si vous connaissez des sites web de qualité traitant du thème abordé ici, merci de compléter l'article en donnant les références utiles à sa vérifiabilité et en les liant à la section « Notes et références ».
Cisco est la marque commerciale américaine d'un vin muté, hautement alcoolisé (de 13,5 % vol. à 19,5 % vol. selon la variété) produit par Canandaigua Wine Co.
Cisco possède un goût sucré sirupeux caractéristique ; du fait de sa couleur et de la forme de la bouteille, il était souvent pris pour un wine cooler (en), c'est-à-dire un prémix composé de vin et de jus de fruit. De ce fait, la Federal Trade Commission exigea[Quand ?] de l'entreprise qu'elle appose une étiquette précisant qu'il ne s'agit pas d'un prémix et qu'elle change de politique commerciale (son slogan était alors « vous prend par surprise »).